# Hans von Schiller
Hans Caspar Michael von Schiller (født 17. marts 1891 i Buckhagen ved Kappel, død 6. december 1976 i  Tübingen) var en tysk luftfartschef og pioner indenfor flyvning. Under 1. verdenskrig fløj han som fast 1. officer for kommandant Buttlar-Brandenfels ved den tyske Kaiserliche Marine og var således 1916-1918 stationeret på luftskibsbasen i Tønder.
I mellemkrigsårene blev han verdensberømt kaptajn indenfor civil flyvning med zeppelinere og da det stoppede fungerede han bl.a. som lufthavnschef.

## Ungdom
Hans von Schiller var søn af en godsejer i Buckhagen ved Kappel syd for Flensborg.
Han tog studentereksamen ved det humanistiske gymnasium in Plön i Holsten og blev 1912 søkadet i den Kaiserliche Marine, hvor han 1915 blev forfremmet som søløjtnant (Leutnant zur See) og skulle ud at sejle krigsskib. Torpedobåden led hurtigt skibbrud.
I stedet meldte von Schiller sig til flyvningen og måtte som straf for sin faneflugt gøre tjeneste i et fyrtårn, hvor han efter 10 dage bestod telegrafist-eksamen (Funkerpatent) og kom derefter ind ved luftskibsfarten.

I marts bestod han luftskibsfører-eksamen ved luftfartspioneren Hugo Eckener, som også stammede fra Flensborg.
Derved lærte han grev Ferdinand von Zeppelin personligt at kende og fik job som 1. officer (Wachoffizier)

## Marineofficer i Tønder
Som 1. officer for kommandant og kaptajnløjtnant Horst Julius Treusch von Buttlar-Brandenfels havde oberstløjtnant (Oberleutnant) von Schiller tjenestested i Fuhlsbüttel ved Hamborg, Löwental ved Bodensøen, Darmstadt, Nordholz ved Cuxhaven, Hage i Østfrisland, Seerappen ved Königsberg, Ahlhorn ved Bremen og endelig fra 16. september 1917 luftskibsbasen i Tønder og de fløj sammen følgende luftskibe:

- L 6 fra 6. november 1914[4] til 30. april 1915. (66 ture)
- L 11 fra 8. juni 1915 til 05. februar 1916. (56 ture)
- L 30 fra 30. maj 1916 til branden i Toska-dobelthallen 28. december 1916. (57 ture)
- L 54 fra 16. september 1917 til bombardementet 19. juli 1918. (27 ture)
- L 72 den 9. juli 1920. (1 testtur)

## Civil luftskibskaptajn
I mellemkrigsårene gjorde han karriere indenfor civil luftfart i DELAG (Deutsche Luftschiffahrts-Aktiengesellschaft) og Deutsche Zeppelin-Reederei og var således kaptajn på både LZ 127 Graf Zeppelin, LZ 129 Hindenburg og LZ 130 Graf Zeppelin II.
Inden han nåede så vidt, var han allerede en verdensberejst luftfarts-pioner og havde både fløjet over Arktis

og foretaget en verdensomflyvning.

I 1937 fløj han på en tur over det sydlige Sønderjylland og videre mod København.
Von Schiller undgik Hindenburg-katastrofen 6. maj 1937 i Lakehurst, New Jersey, fordi han på daværende tidspunkt var på vej fra Sydamerika til Europa med LZ 127 Graf Zeppelin. Man mente derefter rejseformen var for farlig.
Mellem 1937 og 1939 var von Schiller borgmester i nybebyggelsen Zeppelinheim øst for Flughafen Frankfurt Main, beregnet til dens ansatte.

## Lufthavnschef
Efter at have mistet sit job som luftskibsfører blev han 1939 øverstbefalende for Flughafen Köln-Butzweilerhof (forgænger til Flughafen Köln/Bonn), som da gjordes til en regulær lufthavn af Luftwaffe.

Under krigen sendtes han til Norge stå for den norske luft-søredningstjeneste.
Ved 2. verdenskrigs slutning vendte han tilbage til Köln for at hjælpe med at rydde Rhinen og i 1948 blev han leder af Rhin-havnen i Köln.
Hans von Schiller udgav mange bøger om den vidunderlige flyvning med zeppelinere og boede som ældre i Tübingen, hvor han overlevede 2 af sine 3 børn.